# Euphorbia dussii
Euphorbia dussii là một loài thực vật có hoa trong họ Đại kích. Loài này được Krug & Urb. ex Duss mô tả khoa học đầu tiên năm 1896 publ. 1897.